# 山田幸恵
山田 幸恵（やまだ ゆきえ、1996年2月 - ）は、神奈川県相模原市出身の高校野球指導者。2020年より箕面自由学園高等学校硬式野球部の顧問を務めていた。
2021年時点で、大阪府内の高校では唯一の女性による男子硬式野球部監督で、府内初の女性監督ともいわれた。

## 経歴
2人の兄の影響で小学2年生から軟式野球を始める。進学した中学校は野球部がなくなったばかりだったため、陸上短距離走に取り組んだ。高校ではバドミントンの選手だったが、東京女子体育大学では軟式野球部（関東六大学女子軟式野球連盟所属）に所属し、野球を再開した。大学では、1年目からベンチ入り。2年目からスタメン出場するようになり、4年目には主将を務めた。強靱な下半身を活かしてリードオフマンの左翼手として活躍し、1年目と2年目は全日本大学女子野球選手権大会の8強入り、4年目は同大会の準優勝に貢献した。4年目は第23回女子軟式野球ジャパンカップの全大学連選抜の主将も務めた。
大学卒業後の2019年に箕面自由学園高等学校に体育教師として赴任。当初は女子バスケットボール部の担当に回されたが経験がなかったため、すぐに硬式野球部のコーチへと変更された。しかし、硬式球を扱う経験に乏しく、「監督の言葉を選手に伝えるぐらい」の役割だったという。同年11月に翌春からの監督就任が伝えられ、「まさか」「無理です」と返答したもの、2020年4月から監督に就任した。大阪府高等学校野球連盟によると、府内の高校ではおそらく初めての女性監督といわれる。
監督就任1年目はコロナ禍で1か月程度しか指導できず、夏の大阪独自大会では箕面学園相手に6回コールド負けを喫した。2年目夏の府大会では、追手門学院相手に5得点をあげるも7回コールド負けを喫し、7年ぶりの同校の公式戦勝利はならなかった。しかしながら、就任3年目春の府大会では2勝をあげるなど、徐々に成果を挙げ始めていた。
2024年時点では箕面自由学園の硬式野球部監督は山田の前任監督に戻っており、山田の去就は報じられていない。

## 指導方法
高校野球では珍しい女性監督だが、「女性だから、と思われないように心がけている」と語る。指導のモットーは「のびのびと野球をやらせること」で、選手がやりたいプレーを自由にやらせている。また、選手に目標を持たせて自ら考えさせることに重点を置いており、試合前に目標を言わせ、試合後に改めてアドバイスするといった指導方法をとっている。2021年時点で25歳と、選手と年齢が近いことから、「いい意味でしゃべりやすい」「指導でも親身になってくれる」「僕らの意見も聞いてくれ本当にやりやすい」「生活面もしっかり指導してくれる」と好評で、「監督」ではなく「山田先生」と呼ばれている。
試合では送りバントをあまり指示しない。また、「セオリーは理解するが、とらわれなくてもいいのでは」と柔軟な考え方をとる。
日本の学生野球部では慣例となっている丸刈りの必要性に疑問を感じ、監督就任後からは丸刈りを廃止させた。その影響もあってか、2021年度の3年生部員が8人のところ、就任後の2年生部員は18人、1年生部員は24人と部員を増加させることに成功している。